# Jesús Alfonso Guerrero Contreras
Jesús Alfonso Guerrero Contreras OFMCap (* 23. Januar 1951 in La Pedregoza) ist ein kolumbianischer Ordensgeistlicher und römisch-katholischer Bischof von Barinas.

## Leben
Jesús Alfonso Guerrero Contreras trat in die Ordensgemeinschaft der Kapuziner ein, legte die ewige Profess am 15. August 1977 ab und empfing am 10. Dezember 1977 das Sakrament der Priesterweihe.
Am 6. Dezember 1995 ernannte ihn Papst Johannes Paul II. zum Titularbischof von Leptiminus und Apostolischen Vikar von Caroní. Der Erzbischof von Mérida, Baltazar Enrique Porras Cardozo, spendete ihm am 20. Januar des nächsten Jahres die Bischofsweihe; Mitkonsekratoren waren Ramón Ovidio Pérez Morales, Erzbischof von Maracaibo, und Felipe González González OFMCap, Apostolischer Vikar von Tucupita.
Papst Benedikt XVI. ernannte ihn am 9. April 2011 zum Bischof von Machiques. Am 21. Dezember 2018 ernannte ihn Papst Franziskus zum Bischof von Barinas. Die Amtseinführung fand am 15. März des folgenden Jahres statt.